# Lysibia nana
Espèce
Lysibia nana est une espèce d'insectes hyménoptères de la famille des ichneumonidés. C'est un hyperparasitoïde des guêpes Cotesia rubecula et Cotesia glomerata : Lysibia nana pond ses œufs dans les œufs que ces espèces pondent dans des chenilles vivantes.